# Shire of Yilgarn
Shire of Yilgarn is een lokaal bestuursgebied (LGA) in de regio Wheatbelt in West-Australië.

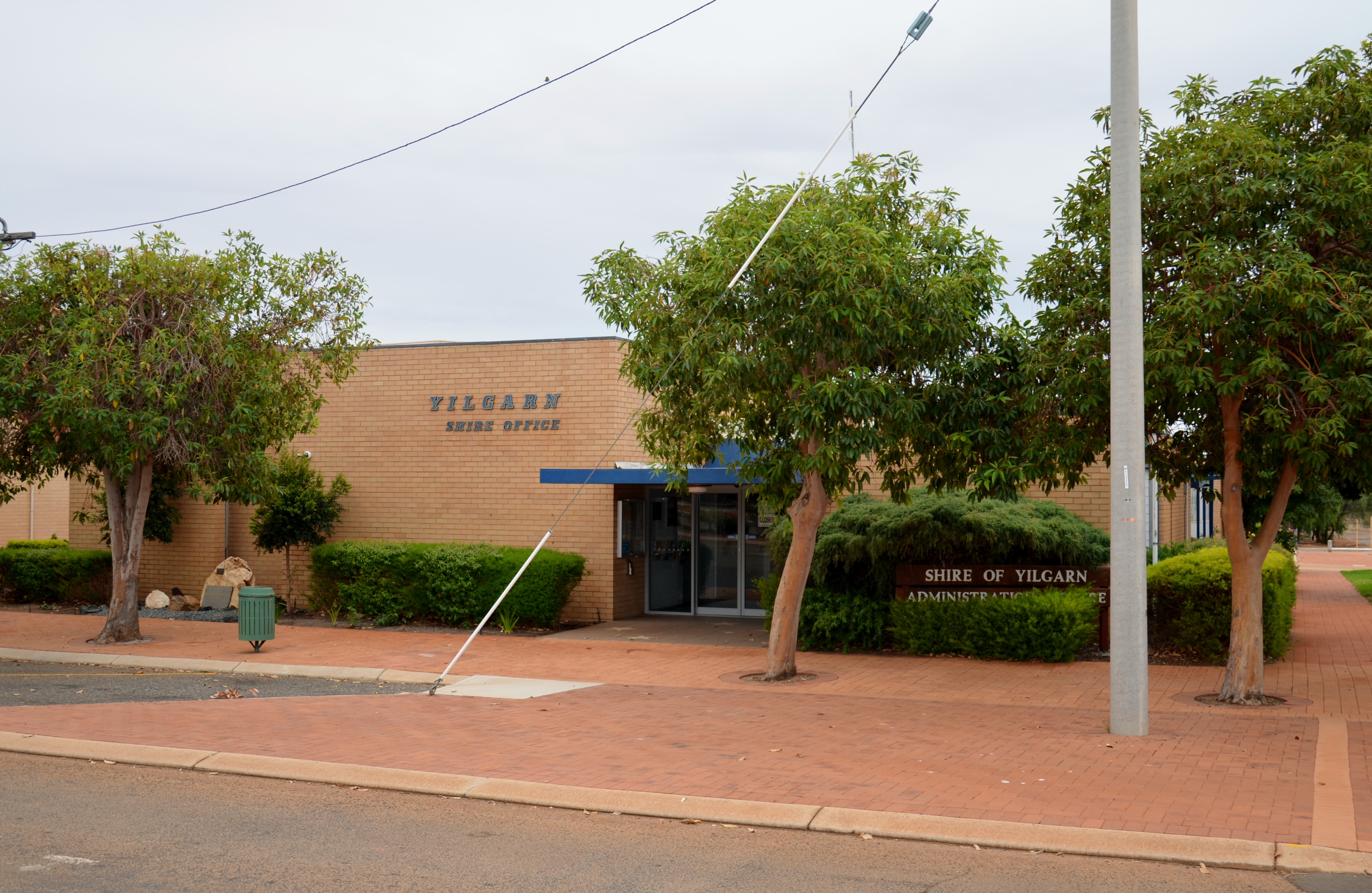
Districtsgebouw (2017)

## Geschiedenis
Op 24 december 1891 werd het Yilgarn Road District opgericht. Ten gevolge de Local Government Act van 1960 veranderde het op 23 juni 1961 van naam en werd de Shire of Yilgarn.

## Beschrijving
Shire of Yilgarn is een landbouwdistrict in de regio Wheatbelt in West-Australië. Het is ongeveer 30.720 km² groot en ligt langs de Great Eastern Highway, 370 kilometer ten oosten van de West-Australische hoofdstad Perth en 255 kilometer ten westen van Kalgoorlie. De belangrijkste economische sectoren zijn de landbouw en de mijnindustrie. Er worden graan, schapen, varkens en runderen geteeld en goud, gips, zout en ijzererts gewonnen.
Tijdens de volkstelling van 2021 telde Shire of Yilgarn 1.173 inwoners, tegenover 1.557 inwoners in 2007. Minder dan 5 % van de bevolking gaf aan van inheemse afkomst te zijn. De hoofdplaats is Southern Cross.

## Plaatsen, dorpen en lokaliteiten
Veel van onderstaande plaatsjes zijn spookdorpen, ontstaan tijdens kortstondige perioden van hoogconjunctuur in de grondstoffensector.
- Southern Cross
- Baladjie
- Bodallin
- Bullfinch
- Colreavy (ook gekend als Golden Valley)
- Corinthia
- Dulyalbin
- Ennuin
- Garratt
- Ghooli
- Holleton

- Koolyanobbing
- Marvel Loch
- Moorine Rock
- Mount Hampton
- Mount Holland
- Mount Jackson
- Mount Palmer
- Noongar
- Yellowdine
- Yerbillon